# Sengezo Tshabangu
Sengezo Tshabangu est un homme politique zimbabwéen.

## Biographie
En octobre 2023, affirmant être le secrétaire général de la Coalition citoyenne pour le changement, il expulse quinze députés du parti, pour rendre leurs sièges vacants et provoquer des élections partielles susceptibles d'être remportées par le ZANU-PF et leur accorder une majorité des deux tiers.
Il se désigne sénateur en mars 2024.